# Seznam polkov Reichswehra
Seznam polkov Reichswehra.

## Pehotni
- 1. (pruski) pehotni polk (Reichswehr)
- 2. (pruski) pehotni polk (Reichswehr)
- 3. (pruski) pehotni polk (Reichswehr)
- 4. (pruski) pehotni polk (Reichswehr)
- 5. (pruski) pehotni polk (Reichswehr)
- 6. pehotni polk (Reichswehr)
- 7. (pruski) pehotni polk (Reichswehr)
- 8. (pruski) pehotni polk (Reichswehr)
- 9. (pruski) pehotni polk (Reichswehr)
- 10. (saški) pehotni polk (Reichswehr)
- 11. (saški) pehotni polk (Reichswehr)
- 12. pehotni polk (Reichswehr)
- 13. (württemburški) pehotni polk (Reichswehr)
- 14. (badenski) pehotni polk (Reichswehr)
- 15. pehotni polk (Reichswehr)
- 16. pehotni polk (Reichswehr)
- 17. pehotni polk (Reichswehr)
- 18. pehotni polk (Reichswehr)
- 19. (bavarski) pehotni polk (Reichswehr)
- 20. (bavarski) pehotni polk (Reichswehr)
- 21. (bavarski) pehotni polk (Reichswehr)

## Artilerijski
- 1. (pruski) artilerijski polk (Reichswehr)
- 2. (pruski) artilerijski polk (Reichswehr)
- 3. (pruski) artilerijski polk (Reichswehr)
- 4. artilerijski polk (Reichswehr)
- 5. artilerijski polk (Reichswehr)
- 5. (pruski) artilerijski polk (Reichswehr)
- 7. (bavarski) artilerijski polk (Reichswehr)

## Reiter
- 1. (pruski) Reiter polk (Reichswehr)
- 2. (pruski) Reiter polk (Reichswehr)
- 3. (pruski) Reiter polk (Reichswehr)
- 4. (pruski) Reiter polk (Reichswehr)
- 5. (pruski) Reiter polk (Reichswehr)
- 6. (pruski) Reiter polk (Reichswehr)
- 7. (pruski) Reiter polk (Reichswehr)
- 8. (pruski) Reiter polk (Reichswehr)
- 9. (pruski) Reiter polk (Reichswehr)
- 10. (pruski) Reiter polk (Reichswehr)
- 11. (pruski) Reiter polk (Reichswehr)
- 12. (saški) Reiter polk (Reichswehr)
- 13. (pruski) Reiter polk (Reichswehr)
- 14. Reiter polk (Reichswehr)
- 15. Reiter polk (Reichswehr)
- 16. Reiter polk (Reichswehr)
- 17. (bavarski) Reiter polk (Reichswehr)
- 18. (saški) Reiter polk (Reichswehr)